# Der Tag, der in der Handtasche verschwand
Der Tag, der in der Handtasche verschwand ist ein Dokumentarfilm der deutschen Regisseurin Marion Kainz aus dem Jahre 2000. Er schildert das Leben einer an der Alzheimer-Krankheit leidenden Frau, die in einem Duisburger Altenheim lebt. Die Erstausstrahlung fand am 4. April 2001 im WDR statt. Der Film wurde 2002 mit dem Grimme-Preis ausgezeichnet.

## Inhalt
Die von Marion Kainz selbst geführte Kamera begleitet eine alte Frau (Eva Mauerhoff) durch deren Leben in einem Seniorenheim. Frau Mauerhoff macht einen besorgten, teilweise verängstigen Eindruck, der sich vor allem dadurch äußert, dass sie im Flüsterton mit der (Frau hinter der) Kamera spricht. Sie zeigt sich besonders darüber besorgt, dass sie zum einen überhaupt nicht weiß, wo sie sich befindet, wer all die Menschen um sie herum sind und was eigentlich vorgeht. Sie fühlt sich als das Opfer einer groß angelegten Verschwörung.
Tatsächlich ist es jedoch so, dass Frau Mauerhoff, ohne es zu bemerken, allmählich ihr Gedächtnis verliert und deshalb schon seit einiger Zeit in diesem Heim lebt. Sie schildert der Kamera die auf sie verwirrend und insgesamt beunruhigend wirkenden Eindrücke, die zum Teil einer gewissen Skurrilität nicht entbehren, was auch den Filmtitel erklärt: In einer Szene wühlt die alte Frau in ihrer Handtasche, wobei sie gefragt wird, was sie denn da tue. Ihre Antwort: „Ich suche wahrscheinlich den gestrigen Tag.“

## Preise und Auszeichnungen
Neben dem Grimme-Preis erhielt der Film zahlreiche weitere Auszeichnungen, so zum Beispiel den Preis der Publikumsjury „Marler Gruppe“, den 1. Preis sowie den Publikumspreis des Hamburger Kurzfilmfestivals 2000, den „FIPA d’argent“ 2001 und den Deutschen Kurzfilmpreis.